# Semaeomyia barticensis
Semaeomyia barticensis är en stekelart som beskrevs av Bradley 1908. Semaeomyia barticensis ingår i släktet Semaeomyia och familjen hungersteklar. Inga underarter finns listade i Catalogue of Life.